# Пасынок (приток Таньши)
Пасынок — река в России, протекает по Серовскому району Свердловской области. Устье реки находится в 18 км по правому берегу реки Таньша. Длина реки составляет 15 км.
Система водного объекта: Таньша → Сосьва → Тавда → Тобол → Иртыш → Обь → Карское море.

## Данные водного реестра
По данным государственного водного реестра России относится к Иртышскому бассейновому округу, водохозяйственный участок реки — Сосьва от истока до водомерного поста у деревни Морозково, речной подбассейн реки — Тобол. Речной бассейн реки — Иртыш.
Код объекта в государственном водном реестре — 14010502412111200010578.